# Бордачов Максим Олександрович
Максим Бордачов (рос. Максим Александрович Бордачёв, біл. Максім Аляксандравіч Бардачоў, нар. 18 червня 1986, Гродно) — білоруський футболіст, півзахисник російського «Ростова» та національної збірної Білорусі.

## Клубна кар'єра
Вихованець СДЮШОР-6 (Гродно). Перший тренер — Микола Федорович Подлозний.
У дорослому футболі дебютував 2004 року виступами за «Неман» (Гродно), в якому провів два сезони, взявши участь лише у 7 матчах чемпіонату.
Своєю грою за цю команду привернув увагу представників тренерського штабу МТЗ-РІПО, до складу якого приєднався на початку 2006 року. Відіграв за мінську команду наступні три сезони своєї ігрової кар'єри, вигравши в останньому Кубок Білорусі. Більшість часу, проведеного у складі мінського МТЗ-РІПО, був основним гравцем команди.
До складу клубу БАТЕ приєднався на початку 2009 року. Разом з командою виграв низку національних трофеїв, а також став постійним учасником єврокубків. 25 вересня 2012 року продовжив контракт з БАТЕ до кінця 2015 року. Відіграв за команду з Борисова 110 матчів в національному чемпіонаті. 
10 серпня 2013 орендований клубом «Томь» до кінця року (з першочерговим правом викупу). Згодом томський клуб скористався правом викупу гравця, уклавши з ним контракт на 3,5 роки.
Проте вже влітку 2014 року гравця було віддано в оренду до «Ростова».

## Виступи за збірні
Протягом 2005–2009 років залучався до складу молодіжної збірної Білорусі. На молодіжному рівні зіграв у 16 офіційних матчах. Учасник молодіжного чемпіонату Європи 2009 в Швеції.
В національній збірній Білорусі дебютував 1 квітня 2009 року в матчі відбіркового турніру чемпіонату світу з футболу 2010 проти збірної Казахстану в Алмати (5:1). 10 жовтня 2009 року відкрив рахунок у матчі-відповіді в Бресті (4:0). А вже через місяць, 14 листопада 2009 року, в товариському матчі забив другий гол збірної Саудівської Аравії в Даммамі (1:1).
Наразі провів у формі головної команди країни 33 матчі, забивши 2 голи.

## Досягнення

### Командні
- Чемпіон Білорусі (4):

БАТЕ: 2009, 2010, 2011, 2012
- Володар Кубка Білорусі (3):

МТЗ-РІПО: 2007-08
БАТЕ: 2009-10
Шахтар: 2018-19
- Володар Суперкубка Білорусі (4):

БАТЕ: 2010, 2011, 2013, 2022

### Індивідуальні
- Включався БФФ до списку 22 найкращих футболістів чемпіонату Білорусі: 2009, 2010, 2011, 2012.